# Torre del Reloj (Faisalabad)
La Torre del Reloj  (en punjabí: گھینٹہ گھر، فیصل آباد) es una torre de reloj y plaza en Faisalabad, Punjab, Pakistán, y uno de los monumentos más antiguos aún en pie en su estado original de la época del Raj británico. Fue construida por los británicos, cuando gobernaron gran parte del sur de Asia durante el siglo XIX.
Los cimientos de la majestuosa torre del reloj se colocaron el 14 de noviembre de 1903 por el teniente gobernador del Punjab británico sir Charles Riwaz y el mayor terrateniente local perteneciente a la familia de Mian Abdullahpur.